# Scleria lucentinigricans
Scleria lucentinigricans är en halvgräsart som beskrevs av E.A.Rob. Scleria lucentinigricans ingår i släktet Scleria och familjen halvgräs.
Artens utbredningsområde är Zambia. Inga underarter finns listade i Catalogue of Life.